# Théo Petit
Pour les articles homonymes, voir Petit.
Théo Petit, né Théophile Paul Stanislas Petit à Nantes le 10 octobre 1865, mort en octobre 1930, est un architecte français actif au début du XXe siècle. Il s'illustre par des immeubles dans le style Art nouveau. Son cabinet est installé au 139 avenue de Wagram à l'angle de l'avenue de Villiers à Paris.
Il est nommé chevalier de la Légion d'honneur en 1912 .
Mort à 65 ans, ses obsèques ont lieu le 30 octobre 1930 en l'église Saint-François-de-Sales de Paris, rue Brémontier ; il est inhumé au cimetière des Batignolles.

## Famille
Théo Petit est marié à Jeanne Marie Françoise Saucet. Ils ont un fils, Alain Henri Marie Petit né à Paris (10e arrondissement) le 11 août 1902. Il marche sur les traces de son père en entrant à l'école des Beaux-arts où il suit les enseignements, entre les 7 juillet 1923 et le 4 juin 1930 (145e promotion), notamment de Gustave Umbdenstock et de Paul Tournon. Il ouvre un cabinet d'architecte à Paris (17e) et est actif entre 1929 et 1949 sous le nom d'Alain Théo-Petit. Il est membre de l'Association des élèves et anciens élèves de l'École nationale et supérieure des Beaux-arts ou Grande Masse de l'École des Beaux-arts en 1929 et inscrit à la société des architectes diplômés du gouvernement (SADG).
Selon les archives de la Cité de l'architecture, une  réalisation est documentée : 
- 1930 : garage pour M. Hoschet, Soisy-sur-Étiolles (aujourd'hui Soisy-sur-Seine) [5].

## Réalisations
- 1902 : immeuble au 4 rue du puits de Lhermite Paris 5e arrondissement.
- 1903 : immeuble au 19 rue Pergolèse Paris 16e arrondissement
- 1904 : immeuble au 8 rue Rosa Bonheur paris 15e arrondissement
- 1904 : immeuble au 8 avenue Alphand, Paris 16e arrondissement.
- 1904-1905 : immeuble au 276, boulevard Raspail, Paris 14e arrondissement.
- 1905 : immeuble au 63 rue Lamarck, Paris 18e arrondissement.
- 1906 : immeubles contigus aux n° 132-134 rue de Courcelles, 5-7 rue Cardinet et 103-105 rue Jouffroy-d'Abbans, Paris 17e arrondissement.
- 1909 : immeuble au 9 rue Louis David, Paris 16e arrondissement.
- 1911 : 5 rue de Chaillot Paris 16e arrondissement, ambassade américaine entre 1913 et 1933.
- 1911 : 9 rue de Chaillot Paris 16e arrondissement. Angle de la rue Freycinet.
- 1911 - 1925 : hôtel Normandy [6], Deauville.
- 1913 : hôtel Royal [7] avec Georges Wybo, Deauville.
- 1913 : magasins de commerce et café dit La Potinière [8], Deauville.
- 1920 : cinéma pour M. Miquel, Bourg-la-Reine [9],[10].
- 1913 : gymnase Léopold-Bellan [11], Bry-sur-Marne.
- 1914 : immeuble de l'Institut professionnel féminin fondé par Léopold Bellan, 64 rue du Rocher, dans le 8e arrondissement de Paris, et dont deux salles sont aujourd'hui protégées au titre des monuments historiques[12] (Théâtre Tristan Bernard).
- 1925 : hôtel Majestic [13], Cannes.

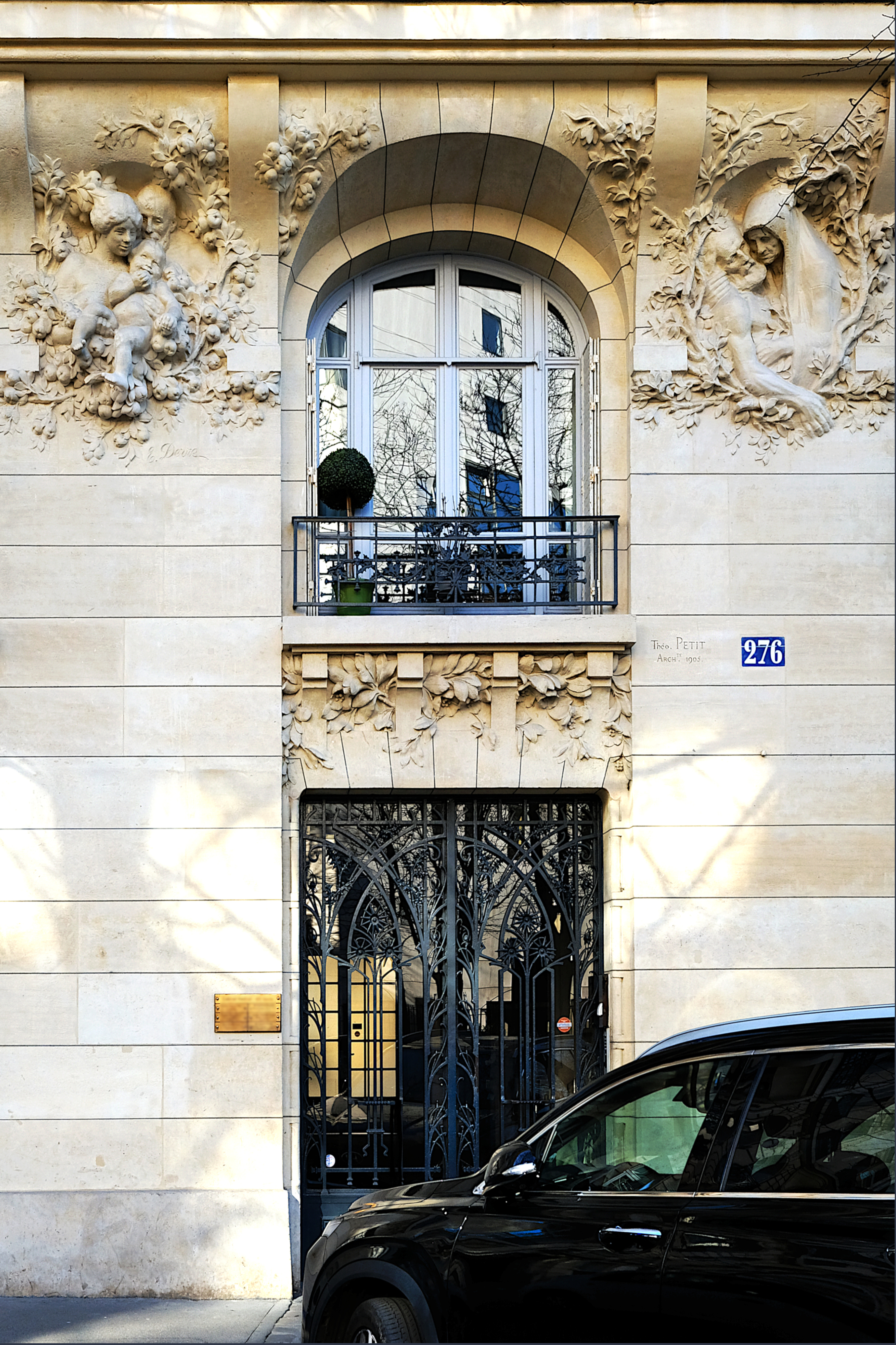
No 276 boulevard Raspail : immeuble de 1905.
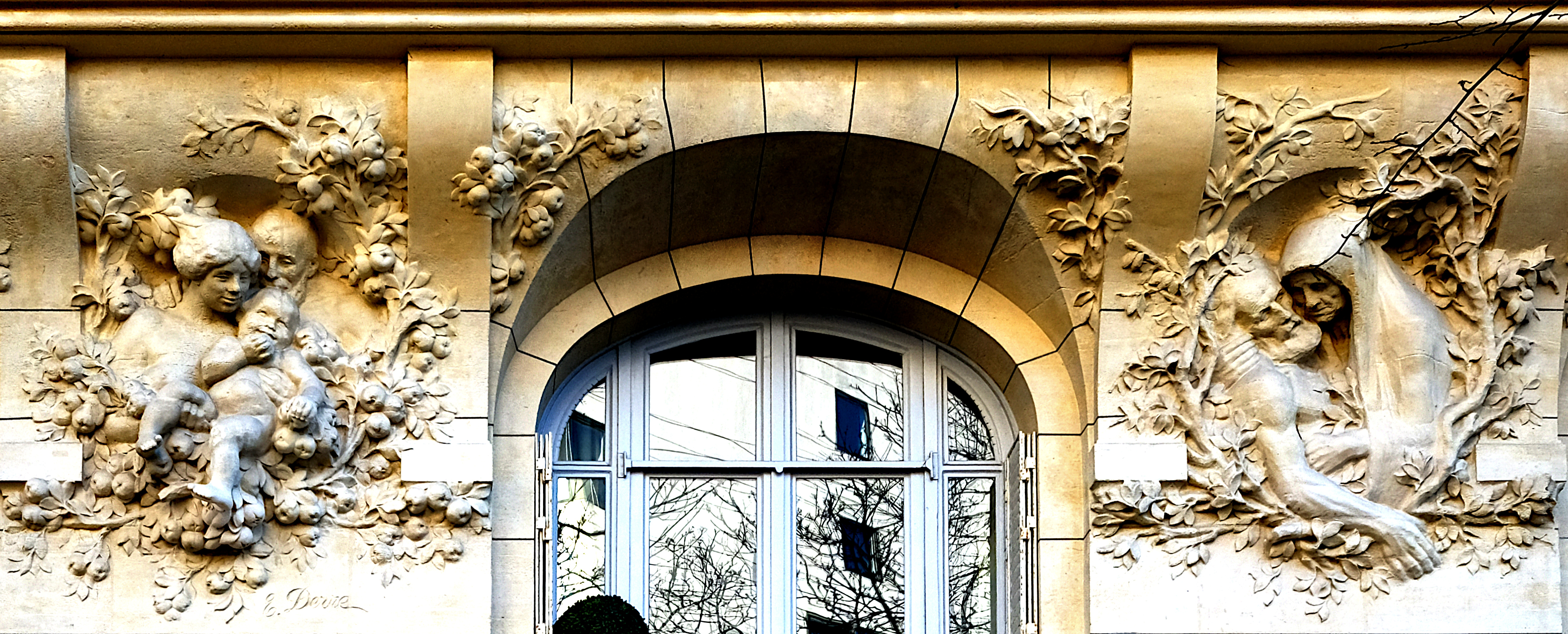
No 276 boulevard Raspail détail : les bas-reliefs la maternité et la mort.